# 汪標
汪標（1461年—16世紀），字立之，南直隸徽州府祁門縣查灣人，明朝政治人物。

## 生平
汪標在弘治八年（1495年）中應天鄉試第二十名舉人，十二年（1499年）成己未科會試第一百二十七名，二甲第十三名進士，獲授武定知州有名聲，調官易州，在當地振興教化、減省刑罰、寬免市稅、省卻差役，令民心大悅。
之後汪標陞任南京刑部郎中，因事觸怒劉瑾而外放為鶴慶知府，人民都喜愛他，調往大理時百姓都挽留他，並立亭紀錄此事，到正德十四年（1519年）陞雲南按察司金齒兵備道副使，此後致仕。

## 家族
曾祖汪汝贤。祖汪振宗。父汪彦清。母陈氏。慈侍下。兄轟、澄、腾。
汪標的兒子汪溱，為正德十二年進士。

## 引用
1. 1 2  同治《祁門縣志·卷二十五·人物志》：汪標，字立之，居查灣，宏治己未進士，知山東武定州，復知北直易州，所至興教化、省刑罰、蠲市稅、減夫徵，民大悅。遷南京刑部郎中，以事忤劉瑾，瑾怒人曰：「可以去矣！」標曰：「觸瑾而死，於義何恨！」出知鶴慶府，未期年政通民和，改大理，瀕行民遮擁不得前，尋陞金齒兵備致政。子溱有傳。 見《通志》、府縣舊志
2. ↑  同治《祁門縣志·卷二十二·選舉志》：宏治八年乙卯（舉人）……汪標 習《春秋》，居十五都查灣，中宏治己未科進士
3. ↑  光緒《鶴慶州志·卷二十一·名宦》：汪標 嘉靖【正德】時以進士知府事，民悅其政，去日百姓攀留，為立亭作記，大理楊宏山撰文。
4. ↑  《明武宗毅皇帝實錄·卷一百七十三》：（正德十四年四月己巳）陞監察御史賈啟為光祿寺少卿，大理府知府汪標為雲南按察司副使，山西僉事劉經為陝西苑馬寺卿。
5. ↑  龚延明主编. . 宁波: 宁波出版社. 2016. ISBN 978-7-5526-2320-8. 《天一閣藏明代科舉錄選刊.登科錄》之《弘治十二年己未科進士登科錄》